# Пану, Георгиос
Георгиос Пану  (греч. Γεώργιος Πάνου; 1770, Спеце — 1863, Спеце) — греческий революционер, судовладелец и капитан, командующий эскадрой острова Спеце в начальном периоде Греческой революции.

## Биография
Георгиос Пану родился на острове Спеце в 1770 году.
Принадлежал роду судовладельцев Пану.
Был назначен турками правителем Спеце, что однако не помешало ему, находясь в Константинополе, вступить в тайную греческую революционную организацию Филики Этерия:A-275.
Этерия назначила Пану, вместе с П. Ботасисом, своим этером (агентом) на Спеце.
Пану был судовладельцем, но не из больших. Ему принадлежал парусник «Солон» (по другим источникам ещё одно судно), капитаном которого он был сам.
Отметим, что Гальюнная фигура «Солона» была работой известного резчика по дереву Коссоса Петроса и сегодня находится в Национальном историческом музее Греции.
Пану также владел несколькими судами на кооперативных началах в Цаконии, на юго-востоке Пелопоннеса.
Его частые поездки по делам в Цаконию дали ему возможность посвятить многих жителей этого региона в «Этерию».
В начале 1821 года, когда согласно планам Этерии предполагалось начать восстание с Пелопоннеса, Пану послал корабль в Триест, ожидая Александра Ипсиланти для его переправки в Мани:A-378.
Однако в последний момент гетеристы изменили свои планы и начали в феврале военные действия в Дунайских княжествах.
С началом Революции, большинство судовладельцев острова медлили и не решались принять участие в Освободительной войне. На совете, в доме Пану, было принято решение ждать, пока не выступит соседний остров Идра, куда был послан самый богатый судовладелец Спеце, Иоаннис Мексис. Но не дожидаясь выступления Идры, революционеры Спеце, под руководством Пану и П. Ботасиса, заняли 2 апреля 1821 года канцелярию острова и провозгласили начало восстания.
Таким образом, Спеце стал первым из островов оплотов греческого флота (Идра, Спеце, Псара), провозгласившим своё участие в революции:Β-45.
Командуя «Солоном» и возглавляя маленькую эскадру Спеце, Пану направился к городу-крепости Монемвасия, которую уже осаждали повстанцы Пелопоннеса.
11 апреля, отделившись от эскадры у Монемвасии, 8 кораблей специотов совершили налёт на остров Милос, где взяли на абордаж 3 османских корабля (26-пушечный корвет, 16-пушечный бриг и транспорт).
Все турки на борту кораблей (от 100 до 500 человек по разным источникам) были вырезаны.
Налёт был продолжен взятием на абордаж османского корабля у острова Кимолос и чисто пиратской акцией, захватом и ограблением судна у острова Тинос, с турками и турецким грузом на борту, но под австрийским флагом.
Корабли эскадры Спеце гонялись за турецкими судами и на западе, преследуя их до крепости города Патры.
Когда 23 июля 1821 года турки Монемвасии сдались, Пану, на своём «Солоне» перешёл к городу-крепости Нафплиону, также осаждавшегося повстанцами.
26 сентября жители Спеце провозгласили его своим адмиралом, что до упорядочения воинских званий в революционной Греции означало командующий одной из эскадр острова.
Впоследствии Пану был назначен полномочным представителем острова на Второе Национальное собрание в Аструс в 1823 году.
В июне 1827 года, командуя кораблём «Тезей», Пану принял участие в, закончившейся практически без результата, экспедици греческого флота в Александрию, Египет.
Не располагаем информацией о жизни Георгиоса Пану после войны, кроме того, что он умер на своём родном острове в 1863 году.